# Hans Adam Weissenkircher

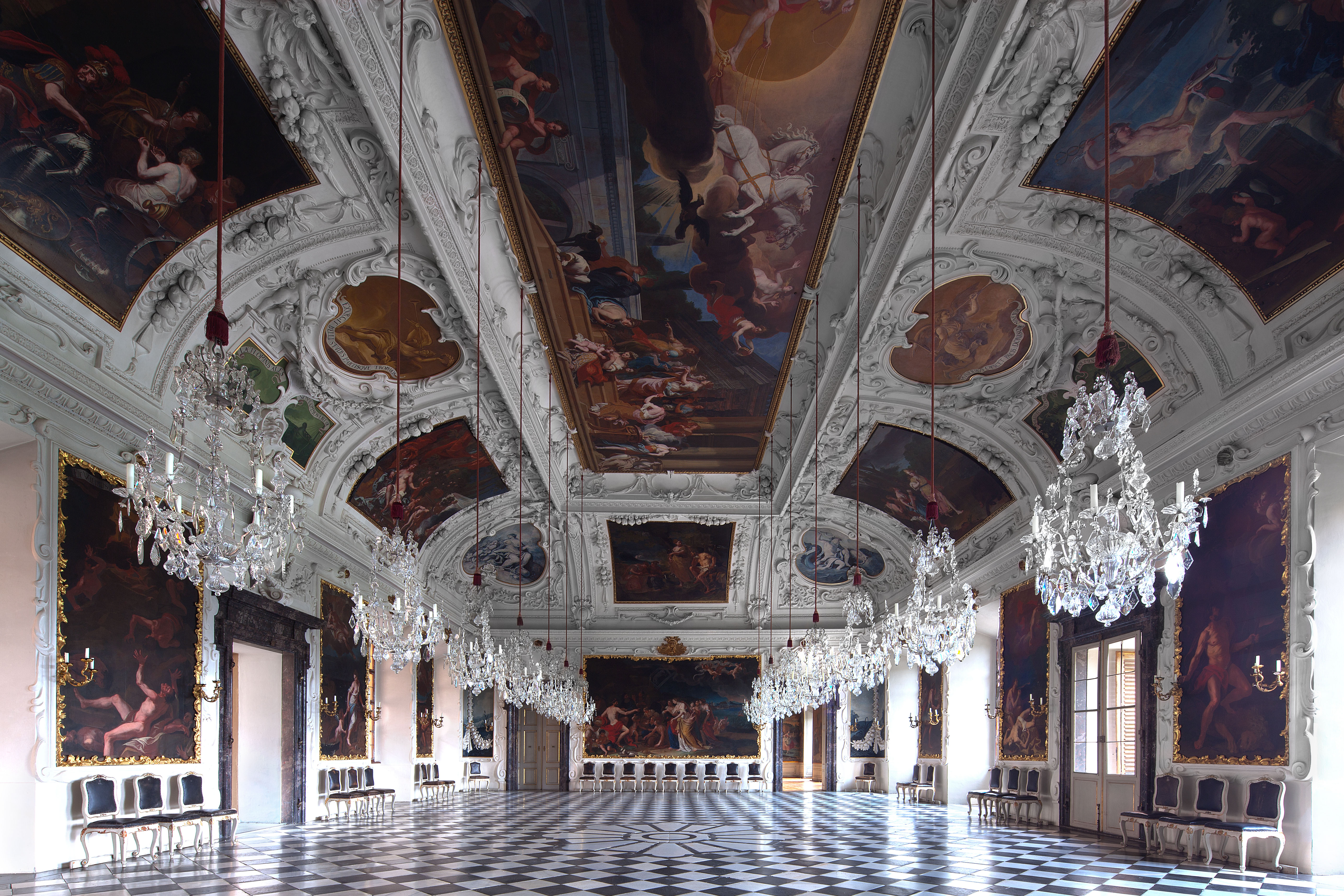
Hans Adam Weissenkircher, Planetensaal, Schloss Eggenberg, 1678–1685

Hans Adam Weissenkircher (* 10. Februar 1646 in Laufen, Bayern, Deutschland; † 16. Januar 1695 in Graz, Steiermark, Österreich) war ein österreichischer Barockmaler und Hofmaler des Fürsten Johann Seyfried von Eggenberg in Graz.

## Leben
Weissenkircher wurde in eine Salzburger Künstlerfamilie geboren und war der Bruder des Bildhauers Wolf Weissenkircher. In Venedig wurde er vom in München geborenen Maler Johann Carl Loth ausgebildet. Der Salzburger Weissenkircher übernahm viel von Michelangelo Caravaggios Malstil. Er reiste während seines Studiums unter anderem nach Rom, Florenz und Bologna, bis er 1678 in die Steiermark kam und sich dort für viele bekannte Werke verantwortlich zeichnete, wie die Decken- und Wandgemälde des Planetensaals in Schloss Eggenberg, die 1678 begonnen und 1685 vollendet wurden. Johann Seyfried suchte bereits seit 1670 nach einem Nachfolger für seinen Hofmaler Johann Melchior Otto. Die Begegnung mit dem jungen Weissenkircher beim Karneval in Venedig im selben Jahr veranlasste den Fürsten dazu, dessen Studium zu finanzieren, bis er ihn in Graz anstellen konnte. Weissenkircher blieb bis zu seinem Tod 1695 der Hofmaler der Eggenberger. Neben dieser Tätigkeit schuf er zahlreiche weitere Gemälde, Altarbilder und Hochaltäre in der Steiermark.

## Werke (Auswahl)
Gemälde
- Planetensaal im Schloss Eggenberg (Graz)
- Maria Immaculata in der Grazer Vierzehn-Nothelfer-Kirche

Altarbilder
- Maria Magdalena in der Pfarrkirche St. Magdalena (Wildon)
- Heilige Dreifaltigkeit in der Grazer Karlauerkirche
- Verkündigung an Maria in der Grazer Grabenkirche
- Beschneidung Christi in der Kirche St. Andrä (Graz)
- Altarbild in der Kirche Maria im Elend zu Straßgang
- Altarbild im Mausoleum Ehrenhausen
- Antonius von Padua in der Wiener Rochuskirche

Hochaltäre
- Pfarrkirche St. Veit (Graz)